# فيكتور إسبينولا
فيكتور إسبينولا (بالإسبانية: Víctor Espínola)‏ هو عازف ومغني من باراغواي، اشتهر بعزفه المتقن على القيثارة الباراغوايانية. تأثر أسلوبه في الموسيقى بمزيج من الفلامنكو الغجري والبرازيلي والبوب والرقص مرورا بالشرق الأوسط وأفريقيا.
قام إسبينولا بعدة جولات في جميع أنحاء العالم بما في ذلك البرازيل والأرجنتين وتشيلي وسويسرا وإيطاليا والنمسا وألمانيا.
شكل إسبينولا ثنائيا مميزا مع الموسيقار اليوناني ياني كريسماليس.

## روابط خارجية
- فيكتور إسبينولا على موقع ميوزك برينز (الإنجليزية)